# 王瑞林
王瑞林（1930年1月16日—2018年12月8日），山东省烟台市招远县人，中国人民解放军上将，长期担任邓小平的政治秘书。中国共产党第十三、十四、十五届中央委员，第十四、十五届中共中央军委委员。曾任中国人民解放军总政治部副主任、中共中央军委纪检委书记。

## 生平

### 个人履历
贫农家庭出身。抗日战争时期，他先后参加儿童团、学生救国会，并担任学生救国会副主任。1946年1月在胶东北招县政府教育训练班学习，2月任北招县小学教师，7月参军，任胶东军区北招县独立营战士、文书，多次执行到前线输送新兵等任务。1947年4月为胶东军区机要训练队学员，10月毕业后受组织委派，经威海、大连、朝鲜辗转赴东北，任东北军区机要处参谋。1949年11月，被选调到北京工作，任政务院机要处办报员、副股长。1952年9月起，开始在邓小平身边任机要秘书。1956年9月，任邓小平总书记处秘书。文化大革命中，王瑞林遭到迫害，1967年8月在中共中央办公厅学习班学习，1969年1月被下放到江西进贤五七干校劳动。1973年4月，回到邓小平身边工作。1976年8月任总参谋部动员部装备处参谋，在“批邓、反击右倾翻案风”运动中受到冲击。1977年3月，又回到邓小平处任秘书。
1978年1月任中共中央军委副主席邓小平同志办公室主任（1978年1月至1981年6月），1981年6月任中共中央军委主席邓小平同志办公室主任（1981年6月至1989年11月），1983年2月起兼中共中央办公厅副主任（1983年2月至1993年3月）。1988年9月恢复军衔制后授中将军衔。1990年4月至1993年7月，任中央军委纪委书记。鄧小平在六四事件之後卸任軍委主席，新任中共總書記江澤民兼任軍委主席，王瑞林在軍隊實際上扮演監軍角色。1992年10月起兼总政治部副主任，1994年5月授上将军衔。1995年9月，中共十四届五中全会增补王瑞林为中央军事委员会委员，成为解放军高级高级领导人之一。2003年3月第十届全国人民代表大会后退休。

### 与邓小平
王瑞林在軍隊長期負責組織人事工作，不少高級將領都出自其門下。據悉，上世紀九十年代擔任軍委副主席的遲浩田、張萬年，都是王的山東同鄉，由其舉薦。王瑞林與鄧小平情同父子。“在40多年的岁月中，他以耿耿忠心，赢得了邓小平的高度信任。”文革期間鄧小平落難江西，在1973年1月即将回京时，專門到进贤县看望下放中的王瑞林。鄧小平之女鄧榕在《我的父親鄧小平》一書中說，父親一向寡言，但內心的感情卻是極其豐富的。「特別是對王瑞林這樣跟隨他多年的秘書，更是感情很深。這種感情，不同於對自己子女的骨肉親情，但卻又極其相似。」2013年，鄧小平誕辰一百一十周年前夕，王瑞林還專門到其故鄉四川廣安，向鄧小平銅像敬獻花籃。
2018年12月8日，王瑞林在北京逝世。12日，王瑞林遗体在北京八宝山革命公墓火化，习近平等前往送别。官方评价他是“中国共产党的优秀党员，久经考验的忠诚的共产主义战士，中国人民解放军杰出的政治工作领导者”。

## 影视形象
- 2014年电视剧《历史转折中的邓小平》：唐磊饰王瑞林